# Nagyagit
Nagyagit – minerał klasy siarczków.

## Właściwości
Krystalizuje w układzie jednoskośnym. Rzadko tworzy kryształy o pokroju cienkotabliczkowym. Występuje w skupieniach blaszkowych i ziarnistych. Jest minerałem elastycznym i nieprzezroczystym. Posiada metaliczny połysk i szaroczarną rysę. Rozpuszczalny w kwasie azotowym. Częstymi zanieczyszczeniami w strukturze są bizmut, żelazo i srebro.

## Występowanie
Występuje w subwulkanicznych żyłach złota i miarolach. Także w żyłach hydrotermalnych zawierających złoto i tellur. Towarzyszą mu złoto rodzime, sylvanit, calaveryt, argentyt, krenneryt, tetradymit, sfaleryt, tellur, piryt, dolomit, kalcyt, kwarc i rodochrozyt. 

## Miejsce występowania[1]
- Nagyág; Baia de Arieș Rumunia
- Karolina Północna, Montana[3]
- Cripple Creek, Kolorado
- Kanada
- Australia Zachodnia
- Nowa Zelandia
- Japonia